# ヘンリー・ユズル・スギモト
ヘンリー・ユズル・スギモト（Henry Yuzuru Sugimoto　日本名：杉本謙、1900年3月12日 – 1990年5月8日）は日本出身の画家、絵画教師及び第二次世界大戦における日系人の強制収容の経験者である。1952年にアメリカの市民権を取得した。

## 生涯

### 日本での少年時代（- 1910年代）
和歌山県海草郡湊村（現・和歌山県和歌山市湊）に生まれる。スギモトの父親はスギモトが生まれてすぐに渡米し、母親も9年後に渡米したため、スギモトとその弟は母方の祖父母に養育された。母方の祖父は武家の出であり、絵画を多数所有しており、スギモトは幼いころからそれを模写し絵画に親しんでいた。

### 画家修業（1920年代）
1919年、スギモトは和歌山中学校（現・和歌山県立桐蔭高等学校）4年生修了後、ヘンリーに改名し、カリフォルニア州ハンフォードで両親とともに暮らすこととなった。1924年にハンフォード・ユニオン高校を卒業した後、カリフォルニア大学バークレー校に短期間在籍し、カリフォルニア美術工芸大学（現・カリフォルニア美術大学）に転学、油絵を学び、1928年にBachelor of Fine Artsの学位を得て優等で卒業した。スギモトはカリフォルニア・スクール・オブ・ファインアーツ（現・サンフランシスコ芸術大学）で研究を続けていたが、同年、パリのアカデミー・コラロッシ（現・アカデミー・シャルパンティエ）で学ぶため、渡仏した。フランスにおいて、スギモトは日本人画家らと親交を持つようになり、この中には藤田嗣治もいた。スギモトはアカデミーを退学し、風景画作成のためにフランスの郊外に転居した。このような風景画のひとつは、1931年の展サロン・ドートンヌにおいて展示された。

### 若手画家としてのキャリア（1930年代）
スギモトは両親の求めに応じ、1932年にフランスからカリフォルニアに戻った。スギモトは、サンフランシスコのカリフォルニア・パレス・オブ・ザ・リージョン・オブ・オナー美術館（現・カリフォルニア・リージョン・オブ・オナー美術館）で個展を開催した。個展は好評を博し、規模を拡大し期間を延長して行われた 。この個展はスギモトのプロフェッショナルとしてのキャリア発展の基礎となり、これ以降スギモトはベイエリアを中心に多数の展覧会に出品し、また美術関連の協会員に推挙されるようになる。1937年には、日本でも二科展の第24回展に入選し、1938年にはメキシコでも個展を行った。
私生活では、1934年に長年交際していたスージー・タガワと結婚し、ハンフォードに転居、洗濯屋として働きつつ美術の授業を行い生計を立てることとなった。1936年には長女が誕生している。

### 強制収容（1940年代前半）
1941年12月の真珠湾攻撃の後、アメリカが日本に宣戦布告を行った際、スギモトはハンフォードに居住していた。大統領令9066号は、陸軍司令官が西海岸から「あらゆるすべての者」を退去させることを認めており、この命令によって、スギモトは妻子とともにフレズノ集合所に移送された。スギモトは1942年10月にジェローム強制収容所に移され、1944年6月にはローワー強制収容所に移され、そこで1945年8月まで過ごした。収容所に到着した直後から、杉本はシーツ、枕カバー、その他のスクラップ材料に絵を描き始めた。収容所での生活を批判的に描写したものが没収されることを恐れ、収容所での初期の作品は管理者には隠されていた。しかし、WRA職員に励まされ（プロパガンダ映画においてスギモトを撮影するまでに至った）、スギモトは公に絵を描き始め、収容期間を通じて約100枚の油絵、水彩画、スケッチを制作した。スギモトは他の被収容者に美術を教え、1944年2月、収容所近くのヘンドリックス・カレッジにおいて、収容所内で制作した作品の一部を展示することができた。

### 戦後（1940年代後半 - 1960年代）
スギモトは1945年に収容所から解放された。スギモトはすぐに、戦前に描き上げていた約100点の絵画を回収するためサンフランシスコに戻ったが、絵画はスギモトが強制収容のため不在にしている間に競売にかけられていた。絵画の販売代金を回収することができなかったため、スギモトはニューヨークに移住し、絵を描き続け、またテキスタイルデザイナーや挿絵画家として働いたが、生活は苦しく、スージーがタイピストとして働き生活を支えていた。この間に、スギモトは日本のキリスト教宣教師の賀川豊彦及び日系アメリカ人の作家ヨシコ・ウチダの本に挿絵を描いた。
スギモトはスミソニアン博物館のワシントン・プリントメーカーズ協会（Society of Washington Printmakers）の1956年の展覧会を含め、1945年以降、アメリカの各都市、日本、パリで様々な展覧会に参加した。1962年にはニューヨーク・ギャラリー・インターナショナル（New York's Galerie Internationale）で個展を行ったが、同時期に新聞社がストライキを行っていたために、社会の注目はほとんど集まらず、絵画の買い手の興味もほとんど引くことができなかった。スギモトは1965年に再びギャラリー・インターナショナルで展覧会を行ったが、これも成功しなかった。

### 再評価（1970年代 -）
ギャラリー・インターナショナルでの展覧会は成功とはいかなかったものの、1960年代末ころから、スギモトの作品は、日系人に対する補償運動およびアジア系アメリカ人研究プログラムの設立に関心を持つアーティストや活動家から新たに注目を集めるようになった。1972年、収容所で制作された作品群の展示会である「Months of Waiting, 1942-1945」が開催され、スギモトが収容所で作成した2つの壁画（"Mess Hall"および"Protecting our Flag"）は、ロサンゼルス・タイムズにより再現され、展示の目玉となった。スギモトは収容所で得たテーマを掘り下げるため、新たに木版画の作成を開始した。また補償運動に自身も携わるようになり、1981年には戦時中の民間人の移動及び抑留に関する委員会において証言を行った。
また、このころから日本でもスギモトの作品に対する再評価がなされるようになる。1969年には東京、大阪、名古屋および和歌山で個展が開催された。1977年には和歌山市庁舎新築に際し、スギモトが作成した幅8メートル、高さ2メートルの大壁画が飾られることとなり、またニューヨークの日本総領事館にもスギモトの絵画が飾られることとなった。1981年には、収容所絵画展が日本各地で巡回開催されている。1981年には、勲六等単光旭日章を受章することとなった。

### 没後
スギモトは1990年5月8日に死去した。全米日系人博物館は2000年にスギモトの作品の大規模な展覧会を開催し、ドキュメンタリー作品「Harsh Canvas」及び書籍「Henry Sugimoto: Painting an American Experience」が続いて発表された。スギモトの作品は、現在、全米日系人博物館及びスミソニアン博物館のコレクションの一部となっている。また2007年には、和歌山市から「偉人・先人顕彰」を受けている。

## 芸術的特徴
スギモトは1928年に絵画を学ぶため渡仏しているが、その前後を通じ、スギモトの絵画は、色鮮やかで官能的な画風であり、セザンヌその他の後期印象派の影響を受けていた。強制収容を経験する以前のスギモトの作品は風景画を主としていた。
強制収容を経験したことで、スギモトの絵画のモチーフや画風は大きく変化した。スギモトは収容所での監視生活の実情、被収容者らの不安や怒りなどを物語的にありのままに描くようになり、これはスギモト固有の特色となっている。スギモトはさまざまな画風やモチーフの絵を残しているものの、最も有名な業績は、こうした収容所絵画である。後年には、第二次世界大戦以前の日系アメリカ人一世の生活をモチーフとした作品も発表している。

## 参照
- Kristine, Kim (2000). "Henry Sugimoto: Painting an American Experience". Berkeley, California: Heyday Books. OCLC 45326576. ISBN 9781890771386, 9781890771430